# Герб Белебея
Герб Белебея — официальный символ города Белебей Республики Башкортостан.

## История
Герб уездного города Белебей высочайше пожалован 08 июня 1782 г.
Из описания: «в красном поле два положенные крестообразно со стрелами черные, оправленные золотом колчана, употребляемые и поныне с похвалою оного города жителями».

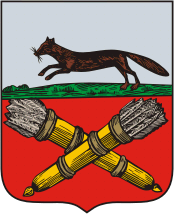
Герб Белебея 1782 года

Автор герба — действительный статский советник А. А. Волков.
С 1796 года Белебей лишен уезда (сделан заштатным городом). В 1802 году Белебеевский уезд восстановлен, но уже в составе Оренбургской губернии, в 1865 году причислен к Уфимской губернии.
Согласно исследованиям г. Жемойдо Белебей имел утверждённый 30 декабря 1839 года герб:
«Золотое поле, разрезанное на пополам голубой извитой полосой, символизирующей протекающую здесь реку Урал, в верхней части щита выходящий двуглавый Императорский орел. В нижней части голубой Андреевский крест. Во второй половине, червленой, 2 черных с золотом колчана с белыми стрелами». Архивных подтверждений нет.
В 1874 году разработан проект герба Белебея: «В червленом щите серебряный, наполненный золотыми стрелами колчан в столб. В вольной части герб Уфимской губернии». Щит увенчан серебряной стенчатой короной, за щитом положенные накрест золотые молотки, соединённые Александровской лентой.
Советские проекты герба Белебея:
1) описание реконструировано Ю.Калинкиным (г. Долгопрудный):
щит вогнуто скошен справа золотой шестерней на лазоревое и зелёное поля; в верхней части щита золотые фрагменты нефтеперерабатывающего завода, сопровождаемые слева золотой же нефтяной вышкой, внизу — две золотые лавровые ветви в правую перевязь, обремененные внизу червленой пятилучевой звездой; на щит понижено наложена червленая лента перевязью слева с названием города золотом.
2) в рассечённом сине-красном щите (цвета флага РСФСР) композиция из нефтяной вышки, колоса и полушестерни, по верхнему краю полоска национального орнамента.
С 1990-х годов использовался исторический герб Белебея (1782 г.), с надписью наверху БЕЛЕБЕЙ.
Герб городского поселения Белебей утверждён решением Совета городского поселения город Белебей Республики Башкортостан от 17 ноября 2006 года № 82 и внесён в Государственный геральдический регистр Российской Федерации под № 2958, а также в Государственный регистр символики в Республике Башкортостан под № 006.

## Описание
В червленом (красном) поле — два положенные со стрелами крестообразно-черные, оправленные золотом колчана.

### Обоснование символики
Герб города Белебея — исторический, утвержден 8 (19) июня 1782 года Указом Екатерины II.
Автор герба Волков — Действительный статский советник.
В красном поле два положенные со стрелами крестообразно-черные, оправленные золотом колчана. По данным Российского государственного исторического архива литературы (Ф. 1343, оп. 15, Д. 238, л.л. 15 — 15 об) это означает, что «здешние жители не раз привлекались в виде иррегулярной кавалерии к военной службе, особенно для походов в Пруссию и другие страны…».
Красный (червлень) цвет отражает любовь, великодушие, смелость и мужество жителей на протяжении всей истории г. Белебея.
Золотой цвет является символом богатства, справедливости, милосердия, является цветом солнца.
Чернь — символ осторожности, мудрости и постоянства.